# 对叶大戟
对叶大戟（学名：Euphorbia sororia）是大戟科大戟属的植物，是中国的特有植物。分布在中亚以及中国大陆的新疆等地，多生长在野生，目前已由人工引种栽培。